# Cincloramphus
Cincloramphus é um género de aves da família Locustellidae.

## Espécies
Este género contém as seguintes espécies:
- Cincloramphus cruralis
- Cincloramphus mathewsi
- Cincloramphus rubiginosus
- Cincloramphus grosvenori
- Cincloramphus bivittatus
- Cincloramphus macrurus
- Cincloramphus timoriensis
- Cincloramphus turipavae
- Cincloramphus whitneyi
- Cincloramphus mariae
- Cincloramphus rufus
- Cincloramphus llaneae